# 哈茨县
哈茨县（Landkreis Harz）是德国萨克森-安哈尔特州的一个县，组建于2007年7月1日，首府哈尔伯施塔特。

## 市鎮
- 巴伦施泰特
- 布兰肯堡
- 迪特富特
- 哈茨山麓法尔肯施泰因
- 大昆施泰特
- 哈尔伯施塔特
- 哈尔斯莱本
- 哈茨格罗德
- 黑德斯莱本
- 许镇
- 伊尔森堡
- 北哈茨
- 布罗肯山麓上哈茨
- 奥斯特维克
- 奎德林堡
- 施瓦讷贝克
- 塞尔克-奥厄
- 塔勒
- 韦格莱本
- 韦尼格罗德